# 杉澤修一
杉澤 修一（すぎさわ しゅういち、1967年11月19日 - ）元プロテニス選手、東京都出身、血液型はAB型、
身長176cm、体重64kg。株式会社プロダクションブギ代表取締役。恵比寿横丁「恋酒場」、Karaoke George創業者。作家。

## 経歴
日本大学櫻丘高等学校卒業後に渡米、マイアミ・デイド・カレッジを経てプロテニスプレーヤーに転向。テニスワールドツアーに参戦。スポーツマネジメント会社を設立し東北楽天ゴールデンイーグルス球団運営サポートを始め、プロ野球球団運営コンサルティング、パフォーマンスアップ指導を行う。東京国際映画祭コンペティション部門出品作品「ACACIA」（辻仁成脚本監督・アントニオ猪木主演）プロデューサー。舞台「Mother」（藤森一朗脚本/演出・大林素子主演）アソシエイトプロデューサー。近畿大学非常勤講師。  

## 出演番組
- 杉澤修一の戦の掟（ラジオ日本）
- 川中美幸の「人・歌・心」文化放送
- 小西克哉の「なんだなんだ」文化放送
- 「スポーツバンザイ邦丸が行く」文化放送
- 深沢弘の「スポーツVIPルーム」ニッポン放送
- 長嶋一茂の「スポーツパラダイス」、早見優の「宇宙船地球号応答せよ」他
- TENNS TV（解説者）
- Rainbow cafe（MX）

## 著書
- 勝負強さの秘密（大和書房）2011年
- 挑戦者たちのバイブル (PHP研究所、2004年) ISBN 978-4-56-963974-1
- 自分の部下を“プロ集団”に変えるコーチング心理戦 - 全米ビジネス界を席捲 (青春出版社、2003年) ISBN 978-44-1-303394-7
- プライド高き挑戦 - ヒーローになるための条件 (フーコー、1998年) ISBN 978-47-9-523647-9

## 連載
- GOLF TODAY
- 「ていくおふ」ANA機内誌
- 「杉澤修一のメンタルで勝て」スマッシュ
- 「これがトッププロの狙いだ」スマッシュ
- 「Shu Sugisawaの夢見て走れ」テニスマガジン
- 「杉澤修一のマインドゲーム」テニスマガジン 他